# Regol Wetan
Regol Wetan is een bestuurslaag in het regentschap Sumedang van de provincie West-Java, Indonesië. Regol Wetan telt 7964 inwoners (volkstelling 2010).